# Peggy Carter
Margaret Carter, más conocida como Peggy Carter, es un personaje ficticio que aparece en los libros publicados por Marvel Comics, por lo general como un personaje secundario en los libros donde aparece el Capitán América. Creado por el escritor Stan Lee y el artista Jack Kirby, apareció por primera vez en Tales of Suspense #77 como el interés amoroso de la Segunda Guerra Mundial del Capitán América en recuerdos.
Hayley Atwell interpreta a la personaje en el Universo cinematográfico de Marvel, comenzando con Capitán América: el primer vengador (2011) en los años 40 y continuando con el Marvel One-Shot Agent Carter, Captain America: The Winter Soldier (2014), las series de televisión Agents of S.H.I.E.L.D. y Agent Carter, Avengers: Age of Ultron (2015), Ant-Man (2015) y Avengers: Endgame (2019). Atwell vuelve a interpretar una versión alternativa de la personaje llamada Capitana Carter en la serie animada de Disney+ del Universo cinematográfico de Marvel, What If...? (2021-2024) y en la película Doctor Strange en el multiverso de la locura (2022).

## Historia de publicación
El personaje apareció por primera vez, sin nombre, como una historia de amor del Capitán América en tiempos de guerra en Tales of Suspense #77 (mayo de 1966), por el escritor Stan Lee y el artista Jack Kirby. Ella apareció de nuevo como la hermana mayor de Sharon Carter en Captain America #161 (mayo de 1973). Más tarde fue retconneada como la tía de Sharon debido a la naturaleza a no envejecer de personajes de cómic. El personaje ha aparecido con frecuencia en las historias del Capitán América ambientadas durante la Segunda Guerra Mundial.[cita requerida]

## Biografía
Carter se une a la resistencia francesa cuando era adolescente, y se convierte en una pistolera experta que forma parte de varias operaciones junto al Capitán América. Los dos se enamoran, pero un obús le da amnesia, y ella es enviada a vivir con sus padres en Virginia.
Durante la historia del "Pecado original", se reveló en 1952 que Peggy Carter trabajó con Howard Stark y Woody McCord cuando investigaron una nave alienígena en Siberia. Los tres trabajaron para evitar que Hydra se llevara al alienígena y lo hicieron vivir con Anton Vanko.
En la década de 1960, Peggy Carter se unió a S.H.I.E.L.D. por un largo período.
En el momento en que el Capitán América resurgió en el mundo, Peggy Carter estaba tomando tratamientos del Doctor Faustus. Cuando fue rescatada por el Capitán América, mantuvo su amistad con él.
Peggy Carter más tarde ayudó al Capitán América a luchar contra el Imperio Secreto. También se ocupó de su decisión de dejar de ser el Capitán América por un tiempo.
Peggy ayuda al Capitán América cuando su sobrina Sharon Carter y algunos agentes de S.H.I.E.L.D. desaparecieron mientras reunían información sobre el nuevo Gran Director.
Peggy Carter tarde se unió a los Vengadores como personal de apoyo en Mansión de los Vengadores.
Durante su retiro, Peggy vivió en un hogar de ancianos y comenzó a sufrir demencia donde no podía reconocer a Sharon. William Burnside luego visitó a Peggy alegando ser el Capitán América original. Peggy Carter murió cuando Steve Rogers, Nick Fury y Dum Dum Dugan asistieron a su funeral. S.H.I.E.L.D. erigió una estatua conmemorativa de ella fuera de la Academia S.H.I.E.L.D. en Newark.
Por medios desconocidos, Peggy Carter fue revivida y rejuvenecida donde se unió a Sharon para formar las Hijas de la Libertad bajo el alias de Dryad. Ella ayudó al grupo a trabajar para limpiar el nombre del Capitán América cuando fue acusado por la muerte de Thunderbolt Ross. Dryad luchó contra el verdadero asesinato de Ross, Extranjero hasta que Crossbones y Sin dispararon un misil contra ellos. La dríada sobrevivió mientras que el Extranjero probablemente perece. Ella secretamente ayuda al Soldado del Invierno a alimentar información falsa sobre el paradero del Capitán América a Nick Fury Jr. para despistarlo. Después de obtener algo de información de la mente del Barón Strucker, Nick Fury Jr. y sus hombres asaltaron la ubicación de Peggy mientras Peggy le preguntaba a Sharon cuándo iba a contarle al Capitán América sobre su renacimiento. Peggy le dice a Nick Fury Jr. que él y sus hombres tendrán que pasar por ella primero si quieren llegar al Capitán América. Peggy somete a los soldados y sostiene a Nick Fury Jr. a punta de pistola para enderezarlo.

## Habilidades
Se muestra que Peggy Carter es una excelente combatiente mano a mano y artista marcial. Ella sobresale en el uso de armas de fuego y es una táctica y comandante experimentada.
Como Dryad, Peggy usa un tipo de armadura de batalla que es lo suficientemente fuerte como para protegerla de un ataque con misiles y mantenerla aislada cuando está en llamas.

## Versiones alternativas
- En la historia de realidad alternativa creada por el 2005 "House of M", el Capitán América nunca es congelado en el Ártico, y en su lugar se casa con Peggy poco después de que la Segunda Guerra Mundial termina.[17]
- En Tierra-65, Peggy Carter es la duradera directora de S.H.I.E.L.D., al igual que Nick Fury en el universo primario. Ella también luce un parche en el ojo similar al usado por Fury.[18]

- En Super-Soldier: Man of War # 1 de Amalgam Comics, Mademoiselle Peggy es un cruce entre Peggy Carter y la versión de Mademoiselle Marie de la Segunda Guerra Mundial de DC Comics.[19]

## En otros medios

### Televisión
- Peggy Carter aparece en el segmento de Capitán América de The Marvel Super Heroes, con la voz de Peg Dixon.
- Peggy Carter aparece en Avengers Assemble. Ella es aludida en Avengers: Ultron Revolution. Hayley Atwell le dará voz al personaje en el episodio de Avengers: Secret Wars, "Resolución de Año Nuevo".[20][21] Después de arrestar al Doctor Faustus en 1949 en la víspera de Año Nuevo, Peggy Carter y Howard Stark son atacados por los robots de Kang el Conquistador disfrazados de agentes de Hydra y llevados al presente como parte del plan de Kang el Conquistador para eliminar a Howard Stark para que su enemigo Iron Man 2020 no exista. El Capitán América y Iron Man ayudan a derrotar a Kang el Conquistador y devuelven a Peggy y Howard a 1949.
- Se informó en septiembre de 2013, que una serie de televisión spin-off presentando a Carter estaba en las etapas tempranas de desarrollo en ABC.[22][23][24] Atwell indicó que estaba dispuesta a protagonizar tal serie.[25][26][27] En enero de 2014, el presidente de ABC Entertainment Group, Paul Lee, confirmó que los creadores de Reaper Tara Butters y Michele Fazekas producirán el show, y que Christopher Markus y Stephen McFeely escribirán el piloto de la serie.[28]

### Marvel Cinematic Universe
Peggy Carter hace su debut en el Marvel Cinematic Universe, donde la interpreta Hayley Atwell. Esta versión se representa como una agente británica en lugar de un estadounidense.
- El personaje fue adaptado para la película de 2011 Capitán América: el primer vengador[29] Christy Lemire de la Associated Press dijo, "El look magnífico de Atwell la hace muy apropiada para la parte, pero su personaje está mejor desarrollado de lo que imaginas; no es una damisela en apuros, esperando al Capitán América para salvarla, sino más bien una luchadora capacitada que es mucho más su igual."[30] Roger Ebert sentía que ella parecía "un clásico pin-up militar de la época" con sus "labios rojos" representados de la película.[31]
- Retomó su papel de Carter en la película de Marvel One-Shot Agent Carter, que viene con el disco Blu-ray de Iron Man 3. La película tiene lugar un año después de los sucesos de Capitán América: el primer vengador, y presenta a Carter como un miembro de la Reserva Científica Estratégica, en busca del misterioso Zodiac,[32] y lidiando con el sexismo del período.[33]
- Vuelve a interpretar el papel en la película de 2014 Captain America: The Winter Soldier[32][34] que tiene lugar en la actualidad, en la que Steve Rogers visita a una Carter anciana en un asilo de ancianos.
- Hayley Atwell interpretó a Peggy Carter para Agents of S.H.I.E.L.D. Ella aparece en el episodio de estreno de la segunda temporada "Shadows", donde ella y el SSR asaltan una instalación de Hydra y arrestan a Daniel Whitehall y los Agentes de Hydra. Carter apareció más tarde en el episodio "The Things We Bury", donde un flashback muestra su interrogación a Whitehall. En el episodio "Emancipación" de la tercera temporada, que ocurre durante los eventos de Capitán América: Civil War, se muestra un titular de periódico que dice que la Agente Carter murió a la edad de 95 años.
- Hayley Atwell interpretó a Peggy Carter en la serie Agent Carter.[35] Ambientada en los años inmediatos de la posguerra después de los eventos del Capitán América: el primer vengador, la serie muestra el avance de Carter del trabajo rutinario de oficina a un puesto como agente célebre y respetado de la Reserva Científica Estratégica. Además, ella trabaja con el mayordomo de Howard Stark, Edwin Jarvis, para descubrir su encuadre a manos de Leviathan. La serie se emitió desde el 6 de enero de 2015 hasta el 1 de marzo de 2016.
- Volverá a aparecer en la película de 2015, Avengers: Age of Ultron en una secuencia de flashback de 1940, en la visión de Rogers causada por la Bruja Escarlata.[36]
- También aparece en la película de 2015 Ant-Man: El Hombre Hormiga, al inicio en un juego de apertura de 1989, de más de 60 años, cuando Hank Pym renuncia S.H.I.E.L.D. después de descubrir que Mitchell Carson intentaba replicar la fórmula de Pym sin consentimiento.
- También hace una aparición en la película del 2016 Capitán América: Civil War, que murió mientras dormía, Rogers sirve como uno de los portadores del féretro en su funeral, donde se entera de la relación de Peggy a Sharon Carter, que resulta ser su sobrina nieta.[37] Sharon Carter es interpretada por Emily VanCamp.
- Ella aparece en varios períodos en Avengers: Endgame (2019). Usando las partículas Pym, Steve Rogers viaja en el tiempo a 1970, donde la ve trabajando en su oficina. Al final de la película, viaja a algún momento en la década de 1940 para estar con ella, y se reúnen, bailan juntos.[38][39]
- Peggy Carter aparece en el primer episodio de la serie animada de Disney+, What If...? (2021). En esta perspectiva, recibe el Suero de Super-Soldado y se convierte en una superheroína llamada Capitana Carter, con Steve Rogers convirtiéndose en una versión temprana de Iron Man.[40]
- Una versión similar de la Capitana Carter aparece en Doctor Strange en el multiverso de la locura (2022), como miembro de los Illuminati de la Tierra-838 junto a Charles Xavier, Black Bolt, María Rambeau, Karl Mordo y Reed Richards. Después de que su cuartel general es atacado por Wanda Maximoff, Carter se involucra en un duelo con Maximoff, durante el cual ella muere después de ser atravesada por su propio escudo.[41]

### Videojuegos
- Peggy Carter aparece en el videojuego relacionado al Primer Vengador, Capitán América: Supersoldado con la voz de Hayley Atwell.[42]
- Peggy Carter aparece en Lego Marvel's Avengers, con Hayley Atwell repitiendo el papel.
- Peggy Carter aparece en Marvel Puzzle Quest:
  - Una versión de Peggy Carter como una versión alternativa de Capitán América aparece como un personaje jugable; Parte del 75 aniversario de Captain America Promos.[43]
  - La versión de Exiles de Peggy Carter como Capitán América también aparece.[44]